# Caibaté
Caibaté este un oraș în Rio Grande do Sul (RS), Brazilia.